# Luigi Arienti
Luigi Arienti, né le 6 janvier 1937 à San Carlo di Desio et mort le 6 ou le 7 février 2024, est un coureur cycliste italien. Lors des Jeux olympiques de 1960 à Rome, il remporte la médaille d'or de poursuite par équipes avec Mario Vallotto, Franco Testa et Marino Vigna. Il est ensuite cycliste professionnel de 1961 à 1972.

## Palmarès sur piste

### Jeux olympiques
- Rome 1960
  -  Champion olympique de poursuite par équipes (avec Mario Vallotto, Franco Testa et Marino Vigna)

### Championnats nationaux
- 2e du championnat d'Italie de poursuite individuelle en 1961, 1962, 1963, 1964, 1965

## Palmarès sur route
- 1958
  - Coppa Messapica
  - 2e de la Coppa Caduti Nervianesi

## Résultats sur les grands tours

### Tour d'Italie
- 1961 : 61e